# Monte Sereno
Monte Sereno, fundada en 1957, es una ciudad ubicada en el condado de Santa Clara en el estado estadounidense de California. En el año 2000 tenía una población de 3,483 habitantes y una densidad poblacional de 833.5 personas por km².

## Geografía
Monte Sereno se encuentra ubicada en las coordenadas 37°14′17″N 121°59′22″O / 37.238194, -121.989475. Según la Oficina del Censo, la ciudad tiene un área total de 4,2 km² (1,6 mi²), de la cual 4,2 km² (1,6 mi²) es tierra y 0 km² (0 mi²) (0%) es agua.

## Demografía
Según la Oficina del Censo en 2007 los ingresos medios por hogar en la localidad eran de $154,268, y los ingresos medios por familia eran $156,706. Los hombres tenían unos ingresos medios de $100,000 frente a los $41,875 para las mujeres. La renta per cápita para la localidad era de $76,577. Alrededor del 4.2% de la población estaban por debajo del umbral de pobreza.